# A Liverpool FC 2024–2025-ös szezonja
A Liverpool FC 2024–2025-ös szezonja a csapat 133. idénye a csapat fennállása óta, sorozatban 62. az angol első osztályban. Az előző szezon 3. helyezettjeként az Bajnokok Ligájában indulhattak. A szezon 2024. augusztus 17-én kezdődött és 2025. május 25-én ért véget.
A bajnokságot a 10. forduló óta vezetve megnyerték, 10 ponttal a londoni Arsenal előtt és 13 ponttal a címvédő Manchester City előtt, összesen 84 pontot szerezve. A 38 forduló alatt 25 győzelem, 9 döntetlen és 4 vereség volt a mérleg, 86 szerzett és 41 kapott góllal (gólkülönbség: +45).
Az FA-kupában 2 fordulót követően, a legjobb 16 köző jutásért kiesett a csapat a másodosztályú Plymouth Argyle ellen (0–1), a Ligakupában pedig a döntőben szenvedtek vereséget a Newcastle United ellen (1–2), amely ezzel története során először nyerte meg a sorozatot.
A csapat veretlenül megnyerte az új formátumú Bajnokok Ligája alapszakaszát, majd a nyolcaddöntőkben a PSG ellen, 1–1-es összesítés után, tizenegyesekkel esett ki.

## Mezek
- Gyártó: Nike
- Mezszponzorok:
  - 1. Standard Chartered (hivatalos mérkőzéseken) (mellkas)
  - 2. Expedia (bal ujj)

| Hazai | Vendég | Vendég |

## Tabella
| Hely. | Csapat            | M  | Gy | D  | V  | G+ | G– | Gk  | P  | Továbbjutás vagy kiesés     |
| ----- | ----------------- | -- | -- | -- | -- | -- | -- | --- | -- | --------------------------- |
| 1.    | Liverpool         | 38 | 25 | 9  | 4  | 86 | 41 | +45 | 84 | Bajnokok Ligája-alapszakasz |
| 2.    | Arsenal           | 38 | 20 | 14 | 4  | 69 | 34 | +35 | 74 | Bajnokok Ligája-alapszakasz |
| 3.    | Manchester CityCV | 38 | 21 | 8  | 9  | 72 | 44 | +28 | 71 | Bajnokok Ligája-alapszakasz |
| 4.    | Chelsea           | 38 | 20 | 9  | 9  | 64 | 43 | +21 | 69 | Bajnokok Ligája-alapszakasz |
| 5.    | Newcastle United  | 38 | 20 | 6  | 12 | 68 | 47 | +21 | 66 | Bajnokok Ligája-alapszakasz |

1. ↑  Az UEFA-együttható következtében a Premier League kapott egy ötödik UEFA-bajnokok ligája helyet, illetve egy hatodikat a 2024–2025-ös Európa-liga győztesével.

## Játékosok statisztikái

### Kezdő tizenegy
Csak a tétmérkőzések statisztikái alapján:

## Díjak

### Premier League-díjak
- A hónap játékosa (Player of the Month):  Mohamed Szaláh (2): november[2], február[3];  Alexis Mac Allister: április[4]
- A hónap vezetőedzője (Manager of the Month):  Arne Slot: november[5]
- A szezon játékosa (Player of the Season):  Mohamed Szaláh
- A szezon fiatal játékosa (Young Player of the Season):  Ryan Gravenberch
- A szezon gólkirálya (Aranycipő, Golden Boot):  Mohamed Szaláh (29 gól)
- A szezon legtöbb gólpasszt adó játékosa (Playmaker of the Season):  Mohamed Szaláh (18 gólpassz)

### A csapat díjai

#### A hónap játékosa
A Liverpool FC hivatalos honlapján a szurkolók online szavazása alapján ítélik oda.
| Hónap            | A hónap játékosa | A hónap játékosa    | Jegyzet |
| Hónap            | Ország           | Név                 | Jegyzet |
| ---------------- | ---------------- | ------------------- | ------- |
| 2024. augusztus  | Egyiptom         | Mohamed Szaláh      | [ 6 ]   |
| 2024. szeptember | Hollandia        | Ryan Gravenberch    | [ 7 ]   |
| 2024. október    | Egyiptom         | Mohamed Szaláh      | [ 8 ]   |
| 2024. november   | Egyiptom         | Mohamed Szaláh      | [ 9 ]   |
| 2024. december   | Egyiptom         | Mohamed Szaláh      | [ 10 ]  |
| 2025. január     | Hollandia        | Cody Gakpo          | [ 11 ]  |
| 2025. február    | Magyarország     | Szoboszlai Dominik  | [ 12 ]  |
| 2025. március    | Brazília         | Alisson Becker      | [ 13 ]  |
| 2025. április    | Argentína        | Alexis Mac Allister | [ 14 ]  |
| 2025. május      |                  |                     |         |

#### A hónap gólja
A Liverpool FC hivatalos honlapján a szurkolók online szavazása alapján ítélik oda.
| Hónap            | Gólszerző | Gólszerző           | Gól                                                              | Jegyzet |
| Hónap            | Ország    | Név                 | Gól                                                              | Jegyzet |
| ---------------- | --------- | ------------------- | ---------------------------------------------------------------- | ------- |
| 2024. augusztus  | Egyiptom  | Mohamed Szaláh      | 56' a Manchester United ellen (3–0, Premier League, 2024.09.01.) | [ 15 ]  |
| 2024. szeptember | Uruguay   | Darwin Núñez        | 37' a Bournemouth ellen (3–0, Premier League, 2024.09.21.)       | [ 16 ]  |
| 2024. október    | Hollandia | Cody Gakpo          | 46' a Brighton ellen (3–2, Ligakupa, 2024.10.30.)                | [ 17 ]  |
| 2024. november   | Egyiptom  | Mohamed Szaláh      | 72' a Brighton ellen (2–1, Premier League, 2024.11.02.)          | [ 18 ]  |
| 2024. december   | Hollandia | Cody Gakpo          | 45+1' a Leicester City ellen (3–1, Premier League, 2024.12.26.)  | [ 19 ]  |
| 2025. január     | Egyiptom  | Mohamed Szaláh      | 35' az Ipswich Town ellen (4–1, Premier League, 2025.01.25.)     | [ 20 ]  |
| 2025. február    | Egyiptom  | Mohamed Szaláh      | 75' a Bournemouth ellen (2–0, Premier League, 2025.02.01.)       | [ 21 ]  |
| 2025. március    | Egyiptom  | Mohamed Szaláh      | 65' a Brighton ellen (2–1, Premier League, 2025.03.31.)          | [ 22 ]  |
| 2025. április    | Argentína | Alexis Mac Allister | 24' a Tottenham Hotspur ellen (5–1, Premier League, 2025.04.27.) | [ 23 ]  |
| 2025. május      |           |                     |                                                                  |         |